# Inside a Star-filled Sky
『Inside a Star-filled Sky』とは、Jason Rohrerによって開発された、Windows、Mac OS Xで起動できる永遠をテーマにしたインディーズゲームである。2011年2月よりダウンロード販売が開始。同年6月からPLAYISMにて『星空の中へ』として日本語版も配信された。。

## 概要
上の階層を目指していくシンプルなシューティングゲームであるが、プレイヤーは敵の中にも自分の中にもアイテムの中にも侵入することが可能であり、果てしなくステージは続いていく。マップは毎回自動で生成される。アイテムは3つ所有することができ、その組み合わせによって撃てるショットの種類が変化。その組み合わせも膨大な数となっている。クリアのないこのゲームの目的は、より上の階層でプレイヤー自身がデザインできるフラッグをマップに掲げること。フラッグのデータはオンラインを介して全国のユーザーで共有されている。東京ゲームショウ2011内の企画「センス・オブ・ワンダー・ナイト2011」選出作。

## 開発
作品のタイトルは、Jason Rohrerが夢の中で思いついたと言われている。